# Gonatodes albogularis
El geco cabeza amarilla (Gonatodes albogularis) es una especie de gecko de la familia Sphaerodactylidae. Es nativo de América Central, el Caribe y el norte de Sudamérica. Fue introducido en Estados Unidos.

## Distribución y hábitat
Su área de distribución incluye América Central (Chiapas (México), Guatemala, Belice, El Salvador, Honduras, Nicaragua, Costa Rica, y Panamá), el Caribe  (Antillas Menores, Martinica, Cuba, República Dominicana, Haití, Jamaica, Islas Caimán) y el norte de Sudamérica (Colombia y Venezuela). Fue introducido en Estados Unidos.
Su hábitat natural se compone de bosque seco y húmedo tropical. Su rango altitudinal oscila entre 100 y 1000 m s. n. m..

## Taxonomía
Se reconocen las siguientes subespecies:
- Gonatodes albogularis albogularis (Duméril & Bibron, 1836)
- Gonatodes albogularis bodinii Rivero Blanco, 1964
- Gonatodes albogularis notatus (Reinhardt & Lütken, 1862)